# Sleights
Sleights – wieś w Anglii, w hrabstwie North Yorkshire, w dystrykcie (unitary authority) North Yorkshire. Leży 62 km na północny wschód od miasta York i 329 km na północ od Londynu.